# Tanny
Tanny (恬妮, en pinyin Tián Nī, souvent romanisé Tien Ni) de son vrai nom Zhū Yǐn-yīng (朱隱英), est une actrice taïwanaise ayant fait une grande partie de sa carrière dans le cinéma hongkongais. Elle est la sœur de l’actrice Tien Niu et l’épouse de l’acteur Yueh Hua.
Elle a joué dans plus d’une centaine de films, de genre différents, ses personnages ayant un caractère sexy plus ou moins marqué, notamment ceux tournés avec Li Han-hsiang. Elle jouit d’une certaine popularité à Hong Kong dans les années 1970.

## Filmographie partielle
- 1975 : Dynamite Jones et le casino d'or : Mi Ling
- 1975 : The Empress Dowager : Li Chieh
- 1975 : Black Magic : Mrs. Zhou/Luo Yin
- 1975 : Les Rescapés de l'enfer
- 1975 : Les Jeunes Dragons : Yip Fung
- 1975 : No End of Surprises (it) : la dentiste
- 1976 : Le Sabre infernal : Moon Heart
- 1979 : Carnages (en Belgique Les Mâchoires de la mort, au Québec Crocodile: Les mâchoires de l'épouvante)
- 1982 : Human Lanterns : Lee Chin